# Hiawatha

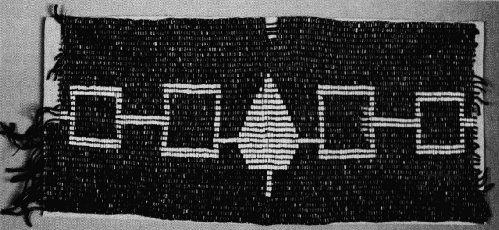
Hiawatha's Belt

Hiawatha (Hayę́hwàtha) was de leider van de Vijf Naties (League of Five Nations) van de Haudenosaunee, een inheems volk in Noord-Amerika, in het noordoosten van wat nu de Verenigde Staten zijn.
Deze unie van de Kanien’kehaka (Mohawk), Onyota’a:ka (Oneida), Onoda’gega (Onondaga), Gayugaho:no (Cayuga) en Ondowahgah (Seneca)-volken werd bij elkaar gebracht door de profeet Dekanawida in 1451, ruim voor de ontdekkingsreis van Columbus. Dekanawida, een Wendat die was geadopteerd door de Haudenosaunee, was degene die Hiawatha als voorzitter van de raad van stamhoofden aanwees. In 1715 trad een zesde natie toe, de Skaruren (Tuscarora).
De vlag van de League vertoont de wampumgordel die ter gelegenheid van de totstandkoming van het verbond werd gemaakt: "Hiawatha's Belt".
Henry Wadsworth Longfellow schreef in 1855 het epische gedicht The Song of Hiawatha , in het metrum van de Duitse vertaling van de Finse  Kalevala. Het betreft hier echter niet dezelfde persoon, het gedicht is gebaseerd op Manaboozhoo (Nanabush), een legendarische Ojibwe-cultuurheld. In dit romantische verhaal is Hiawatha een dappere krijger en zijn grote liefde heet Minnehaha. Het gedicht werd in 1886 in het Nederlands vertaald door Guido Gezelle.
De Britse componist Samuel Coleridge-Taylor schreef rond 1900 Hiawatha’s Trouwfeest, een cantate die in die dagen voor wat betreft populairteit alleen werd voorbijgestreefd door Messiah van Händel en Elijah van Felix Mendelssohn. Er volgde een hele serie werken over Hiawatha: The Death of  Minnehaha, Overture to the Song of Hiawatha en Hiawatha’s Departure. Royalty's voor Hiawatha’s Dream kreeg hij niet; hij had de rechten al verkocht. Tussen 1928 en 1939 werd Hiawatha tien keer uitgevoerd in een balletversie met 200 dansers en een koor variërend van 600 tot 800 man/vrouw. Sir Malcom Sargent leidde de uitvoeringen.

## Stripfiguur
Behalve deze historische Hiawatha is er ook een stripfiguurtje van Disney met dezelfde naam. Deze jonge Rondbuikindiaan waant zichzelf een groot krijger maar werkt zich keer op keer in de nesten.